# 오토 릴리엔탈
카를 빌헬름 오토 릴리엔탈(독일어: Karl Wilhelm Otto Lilienthal, 1848년 5월 23일 ~ 1896년 8월 10일)은 독일 프로이센의 기술자이자 현대 항공학의 개척자격 인물이다. 세계 최초로 무동력 항공기인 글라이더를 만들어 성공적으로 비행을 했다는 기록을 남겼다. 거듭된 비행 실험으로 언론과 잡지의 호응을 받았고, 비행기의 실용화의 가능성에 대한 대중과 과학계의 시선을 크게 향상시켰다. 1896년 8월 9일 글라이더 비행 실험을 하던 도중 타고 있던 기체가 강풍을 만나 실속, 통제 불능이 되면서 수직낙하하여 15m 상공에서 추락했고, 목뼈가 부러져 다음 날인 8월 10일 생을 마감했다.

## 같이 보기
- 조지 케일리